# Bullewijkbrug
Bullewijkbrug (brug 1001) is een bouwkundig kunstwerk in Amsterdam-Zuidoost. 
De Bullewijkbrug is gebouwd in de vorm van een viaduct over het Bullewijkpad, een voet- en fietspad dat van oost naar west door Amsterdam-Zuidoost loopt. Over het viaduct loopt de weg Huntumdreef, een kortere weg voor gemotoriseerd verkeer, die noord-zuid loopt. Die dreef vormt met viaduct 1001 de scheidslijn tussen hoogbouw van Huigenbos enerzijds en laagbouw in Huntum anderzijds.
Het viaduct uit 1966/1967 is ontworpen door Dirk Sterenberg werkend bij de Dienst der Publieke Werken. Hij is verantwoordelijk voor bijna alle bruggen die rond die tijd in de dan nieuwe Bijlmermeer worden neergelegd. Hij hield daarbij voor de dreven een soort standaard brug aan. Herkenpunten zijn daarbij de afgeronde randplaten, de vorm van de keermuren, de betegeling daarvan en de leuningen. Tot slot is er dan nog de bijzondere vorm van het schakelkastje dat midden onder het viaduct staat en aansluit bij genoemd tegelwerk. De overspanning is circa twaalf meter lang, de breedte is circa 19 meter.
Aan het andere eind van het Bullewijkpad ligt de Bullewijkpadbrug. Beide bruggen kregen in 2018 hun naam, een verwijzing naar het pad, dat op zich vernoemd is naar het riviertje Bullewijk.
<<< · 1000 · 1001 · 1002 · 1003 · 1004 · 1005 · 1006 · 1007 · 1008 · 1009 · 1010 · 1011 · 1012 · 1013 · 1014 · 1018 · 1028 · 1029 · 1030 · 1032 · 1033 · 1034 · 1035 · 1036 · 1037 · 1038 · 1039 · 1040 · 1041 · 1044 · 1045 · 1046 · 1048 · 1049 · 1050 · 1051 · 1062 · 1063 · 1064 · 1065 · 1066 · 1067 · 1076 · 1077 · 1078 · 1083 · 1090 · 1092 · 1093 · 1094 · 1095 · 1096 · 1097 · 1098 · 1099 · >>>
Brugnummers  1015, 1016, 1017, 1019, 1020, 1021, 1022, 1023, 1024, 1025, 1026, 1027, 1031, 1042, 1043, 1047, 1052/1053 (niet gebouwd), 1054, 1055, 1056, 1057, 1058, 1059, 1060, 1061, 1068, 1069-1075, 1079, 1080, 1081, 1082, 1084-1088, 1089 en 1091 (onbekend) zijn niet meer vergeven. De meesten daarvan zijn gesloopt in verband met sanering Zuidoost. Alle bruggen lagen en liggen in Zuidoost behalve bruggen 1000 en 1002.